# Фишгард
Фѝшгард (на английски: Fishguard; на уелски: Abergwaun, Абергуа̀йн) е град в Югозападен Уелс, графство Пембрукшър. Разположен е около устието на река Гуайн в южната част залива Кардиган Бей на Ирландско море на около 150 км на северозапад от столицата Кардиф. Хавърфордуест, главният административен център на графството, се намира на около 25 км на юг от Фишгард. Градът е разделен на две части. В горната част, Горен Фишгард (на английски Upper Fishguard, на уелски Cwm, Кум), е основната населена и търговска част на града, където е и сградата на общината. Долната част, наречена Долен Фишгард (на английски Lower Fishguard), е разположена около устието на Гуайн и пристанището. От малкото пристанище има ферибот, който пътува до Ирландия. Градът ползва жп гарата на съседния град Гудуик, намиращ се на около 3 km на запад от Фишгард. Риболовът е предимно на херинга. Градът е морски курорт. От 1999 г. тук се провежда ежегоден фолклорен музикален фестивал. Населението му е 3193 жители според данни от преброяването през 2001 г.